# Sequoyah (Oklahoma)
Sequoyah – jednostka osadnicza w Stanach Zjednoczonych, w stanie Oklahoma, w hrabstwie Rogers.